# Johann Harper
Johannes (Johann) Hans Harper, född 1688 i Stockholm, död 4 december 1746 i Potsdam, var en svensk-tysk målare.
Han var son till postmästaren Jacob Harper och Anna Pohl och gift första gången med Maria Barbara Wolffgang, dotter till kopparstickaren J.G. Wolffgang. Harper var elev till M. Mijtens och D. von Krafft. Han reste 1706 till Köpenhamn där han arbetade i Benoît le Coffres verkstad fram till 1709. Tillsammans med Ismael Mengs for han till Lübeck där han studerade emalj och miniatyrmåleri för Paul Heinecken. Han slog sig ner i Berlin 1712 och var där huvudsakligen verksam som miniatyrmålare och på kort tid fick ett mycket gott anseende. Han utnämndes till Friedrich Wilhelm I:s hovkabinettsmålare 1716 och utförde under de följande åren en rad helfigursporträtt i miniatyr av officerare och hovfolk för det preussiska hovet. Han övergick senare till oljemåleri och medverkade vid dekoreringen av slottet Charlottenburg i Berlin och med takmålningar i Fredrik den stores lustslott Sanssouci i Potsdam. Harper är representerad med ett damporträtt i olja vid Gripsholms slott. Hans äldste son Adolf Fredrik Harper (1725-1806) som föddes i Berlin blev efter studier för sin far och i Frankrike samt Italien en framgångsrik blomster-, landskaps- och dekorationsmålare i Stuttgart. Harper finns representerad vid bland annat Nationalmuseum i Stockholm.